# 東条文化会館
東条文化会館（とうじょうぶんかかいかん）は兵庫県加東市にあるコスミックホールおよび市営図書館を擁する公立の文化施設。
コスミックホールは設立初年度より、日本木管コンクールの会場として使用されている。

## 施設
コスミックホールは安井建築設計事務所の設計で、可動式の反響板を持っており、多目的使用もできるが、豊かな響きを持つシューボックス型のコンサートホールとなっている。
コスミックホールの名前は、清楚で野性的な町花のコスモスと、秩序と調和を意味する宇宙をイメージしている。

## 建築概要
図書館部分を含む。
- 設計 - 安井建築設計事務所
- 建築工事 - 大成建設
- 舞台設備工事 - 三精工事サービス
- 外溝工事 - 平尾工務店
- 造園工事（寄贈）- 富島組興業
- 構造・規模 - 鉄筋コンクリート造、鉄骨鉄筋コンクリート造及鉄骨造
- 敷地面積 - 18013.29平方メートル
- 建築面積 - 2630.90平方メートル（自転車置場、屋外便所含む）
- 述面積 - 3031.36平方メートル（自転車置場、屋外便所含む）
- 工事期間 - 1988年10月〜1990年３月

## 交通アクセス
- 中国/JRハイウェイバス 高速東条バスストップ下車、徒歩５分
- 神姫バス社ー三田線　東条バスストップ前下車、徒歩５分
- ひょうご東条インターチェンジより車で５分